# Lebanon (Misuri)
Lebanon es una ciudad ubicada en el condado de Laclede en el estado estadounidense de Misuri. En el Censo de 2010 tenía una población de 14474 habitantes y una densidad poblacional de 379,68 personas por km².

## Geografía
Lebanon se encuentra ubicada en las coordenadas 37°40′20″N 92°39′35″O / 37.67222, -92.65972. Según la Oficina del Censo de los Estados Unidos, Lebanon tiene una superficie total de 38.12 km², de la cual 37.88 km² corresponden a tierra firme y (0.63%) 0.24 km² es agua.

## Demografía
Según el censo de 2010, había 14474 personas residiendo en Lebanon. La densidad de población era de 379,68 hab./km². De los 14474 habitantes, Lebanon estaba compuesto por el 94.13% blancos, el 1.3% eran afroamericanos, el 0.61% eran amerindios, el 0.7% eran asiáticos, el 0.07% eran isleños del Pacífico, el 0.73% eran de otras razas y el 2.45% pertenecían a dos o más razas. Del total de la población el 2.63% eran hispanos o latinos de cualquier raza.